# Mahmud Abas
Mahmud Abas (arabsko مَحْمُود عَبَّاس, latinizirano: Maḥmūd ʿAbbās, znan tudi kot kunja Abu Mazin (arabsko أَبُو مَازِن, ʾAbū Māzin), palestinski politik, * 15. november 1935, Safed.
Mahmud Abas je predsednik Države Palestine in Palestinske narodne uprave (PNA). Od leta 2004 je predsednik Palestinske osvobodilne organizacije (PLO), od januarja 2005 predsednik PNA in od maja 2005 predsednik Države Palestine. Abas je član politične stranke Fatah, kjer je bil leta 2009 izvoljen za predsednika.
Abas je bil 9. januarja 2005 izvoljen za predsednika Palestinske narodne uprave in je bil na tem položaju do 15. januarja 2009, nato je svoj mandat podaljšal do naslednjih volitev leta 2010, sklicujoč se na ustavo PLO. 16. decembra 2009 ga je Centralni svet PLO izvolil na ta položaj za nedoločen čas. Posledično je Fatahov glavni tekmec Hamas oznanil, da podaljšanja mandata ne bo priznal in da Abas ni pravi predsednik. Kljub temu so Abasove mandate mednarodno priznali, Hamas in Fatah pa sta v naslednjih letih izvedla številna pogajanja, ki so aprila 2014 pripeljala do sporazuma o Vladi narodne enotnosti (ki je trajala do oktobra 2016) in do Hamasovega priznanja njegovega urada, Centralni svet PLO je 23. novembra 2008 izbral Abasa tudi za predsednika Države Palestine, položaj, ki ga je neuradno opravljal od 8. maja 2005.
Abas je bil prvi predsednik vlade Palestinske narodne uprave od marca do septembra 2003. Preden je bil imenovan za predsednika vlade, je Abas vodil oddelek za pogajalske zadeve PLO. Obtožen je bil izkrivljanja judovske zgodovine in je bil zaradi številnih izjav v preteklih letih označen kot zanikalec holokavsta.